# Marokkansk arabisk
Marokkansk arabisk (også kendt som darija, arabisk: الدارجة) er en arabisk dialekt som tales i det nordlige Marokko.